# Ulica Hoża w Warszawie

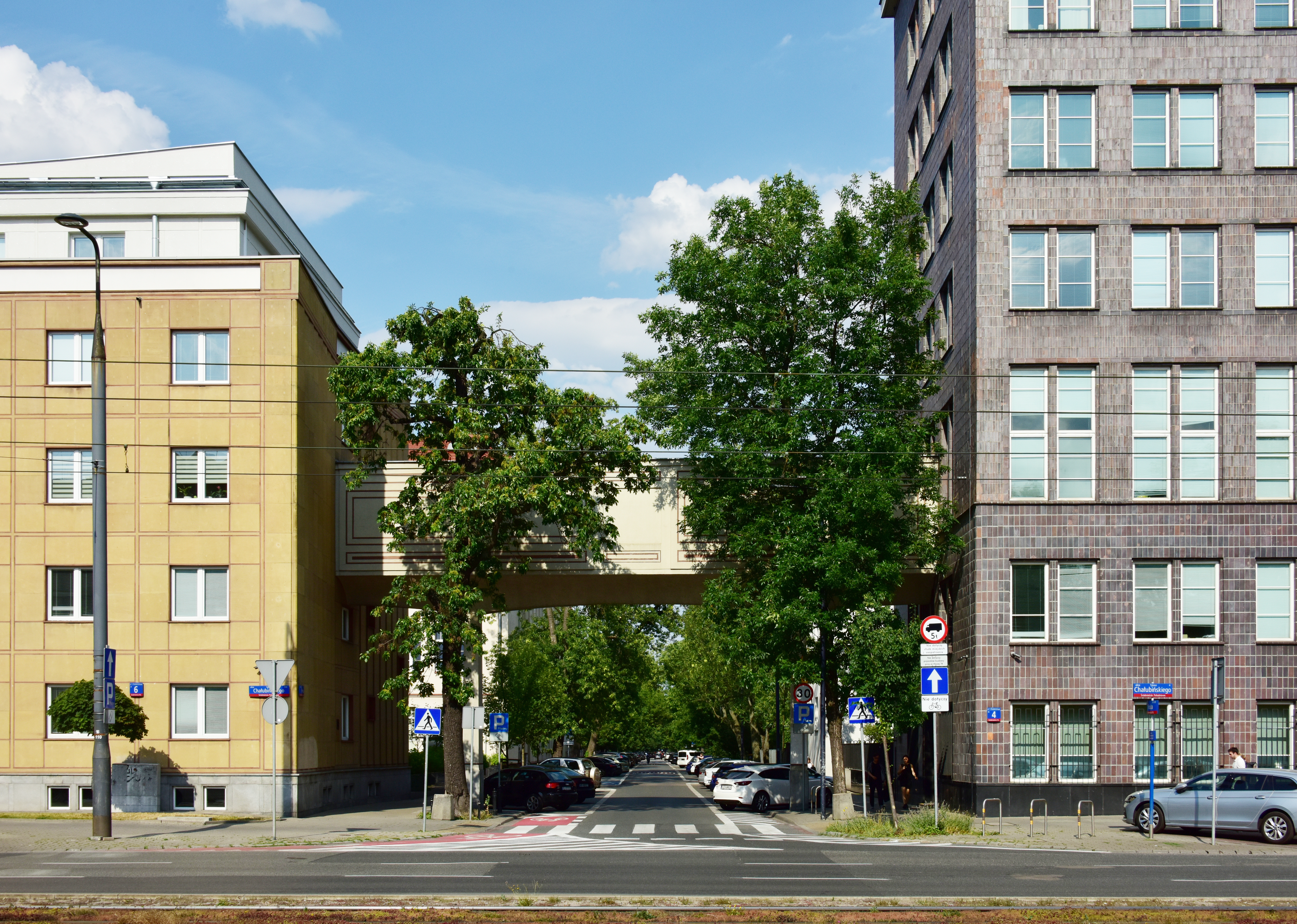
Ulica Hoża przy ul. Chałubińskiego (2025)

Ulica Hoża – ulica w dzielnicy Śródmieście w Warszawie.

## Historia
Ulica to dawna droga narolna. Pierwsze posesje wytyczono przy niej w 1766. Nazwa ulicy, nadana w 1770, pochodzi od hożych (ładnych) ogrodów znajdujących się po obu jej stronach.
W 1792 zabudowa ulicy składała się z drewnianego browaru, kilku drewnianych dworków oraz wybudowanego według projektu Szymona Bogumiła Zuga w roku 1790 pałacyku kupca Klemensa Bernauxa (w końcu XIX w. zbudowano w tym miejscu kamienicę Pod Husarzem).
Przed 1819 powstały przy Hożej jeszcze dwa murowane budynki, jednak przy ulicy długo nie wznoszono nowych obiektów. Ruch budowlany powrócił, kiedy w 1861 Leopold Kronenberg uruchomił przy Hożej Fabrykę Wyrobów Tabacznych, nabywając jednocześnie dawny pałacyk Bernaux'a.
Pierwotnie ulica stanowiła południową granicę założonego w 1870 Ogrodu Pomologicznego.
W 1875 ulicę przedłużono na odcinku od ul. Poznańskiej do ul. Chałubińskiego; kilka lat potem przy ulicy pojawiły się niewielkie kamienice, jednak projektowane przez architektów, takich jak: Edward Cichocki, Artur Spitzbarth, Maurycy Brauman czy Aleksander Woyde.
Od 1877 przy ulicy istniał zakład sióstr Rodziny Marii; w latach 90. XIX wieku powstała zabudowa odcinka między ul. Poznańską a ul. Plater składająca się w większości z trzypiętrowych kamienic o eklektycznym wystroju fasad.
Gdy w 1895 przedsiębiorca Frąckiewicz nabył dawny pałac Kronenberga, na terenie jego sadu wytyczył ulicę Sadową, dziś – ks. Ignacego Skorupki.
Wkrótce potem rozebrano pałacyk Kronenberga, by wznieść szereg nowych kamienic, zarówno wzdłuż ul. Skorupki, ul. Marszałkowskiej jak i Hożej.
Po odzyskaniu niepodległości powstało jeszcze kilka obiektów: Zakład Fizyki Doświadczalnej Uniwersytetu Warszawskiego, oraz wybudowany w stylu magistrackim Gmach Szkoły Budowlanej według projektu Alfonsa Graviera. Powstały też dwie nowe kamienice; Hoża stawała się wielkomiejską ulicą: działały przy niej dwa kina, liczne sklepy i cukiernie.
W latach 1921–1927 przy ulicy Hożej 35 znajdowała się sala zebrań warszawskiego zboru Badaczy Pisma Świętego. Pod nr 55 miała siedzibę Fabryka Wyrobów z Brązu i Srebra Braci Łopieńskich. W 1950 r. majątek firmy przejęła spółdzielnia Brąz Dekoracyjny. Po długich staraniach rodzina Łopieńskich odzyskała nieruchomość. Sprzedała ją i dziś w tym miejscu stoi apartamentowiec. Nie przepadło jednak wszystko: elewacje budynku od Hożej wpisane zostały do rejestru zabytków i wtopiono je w nowy obiekt. Obecnie część elewacji frontowej stanowi zabytkowy mur pierzejowy dawnej manufaktury.
W okresie międzywojennym w kamienicy nr 30 mieścił się XIII komisariat Policji Państwowej.
Zabudowa ulicy ucierpiała w czasie obrony Warszawy we wrześniu 1939. W okresie okupacji niemieckiej ulicy nadano niemiecką nazwę Victoriastrasse. Jej zabudowa została w dużej części spalona po kapitulacji powstania warszawskiego.
Krótko po wojnie rozebrano kilkadziesiąt wypalonych kamienic, w wielu przypadkach zniszczono zachowany wystrój fasad, jednak mimo to Hoża zachowała wiele z klimatu eleganckiej, przedwojennej ulicy.
W grudniu 2008 przy wejściu do Domu Prowincjonalnego Sióstr Franciszkanek Rodziny Maryi pod numerem 53 uruchomiono pierwsze w Warszawie okno życia.
Pod numerem 69 od 1920 znajduje się jeden z budynków Uniwersytetu Warszawskiego nazywany Hoża 69. Przez prawie 100 lat mieścił się w nim jeden z najważniejszych polskich ośrodków naukowych wyróżniony przez Europejskie Towarzystwo Fizyczne. Po przeniesieniu z niego siedziby Wydziału Fizyki UW na Kampus Ochota, jedną z ulic wewnętrznych kampusu nazwano nieformalnie Nową Hożą.

## Ważniejsze obiekty
- Kamienica Sukertów (nr 1)
- LXVII Liceum Ogólnokształcące im. Jana Nowaka-Jeziorańskiego (nr 11/15)
- Ministerstwo Nauki i Szkolnictwa Wyższego (nr 20)
- Biurowiec M76 (ul. Marszałkowska 76)
- PKP Energetyka, Organizacja Współpracy Kolei (OSŻD) (nr 63/67)
- Hoża 69 – Zakład Koreanistyki oraz Zakład Japonistyki Wydziału Orientalistycznego Uniwersytetu Warszawskiego
- Prokuratoria Generalna Rzeczypospolitej Polskiej (nr 76/78)
- IX Liceum Ogólnokształcące im. Klementyny Hoffmanowej (nr 88)

## Inne informacje
- W nieistniejącej kamienicy pod nr 11 (obecnie na jej miejscu, pod nr 11/15, znajduje się Zespół Szkół nr 68) 24 lutego 1885 urodził się Stanisław Ignacy Witkiewicz, co upamiętnia tablica umieszczona na frontowej ścianie budynku szkoły[11].
- W biurowcu M76 nagrywany jest program Dzień Dobry TVN[12].